# アフリカハゲコウ
アフリカハゲコウ（阿弗利加禿鸛、Leptoptilos crumeniferus）は、コウノトリ科の大型渉禽類の一種。原産地は、和名のとおりアフリカである。
英語名のマラブー (marabou) は、直接にはフランス語のマラブー (marabout) を狭義に借用したものであるが、そもそもはアラビア語 (murābiṭ) を起源とし、ムスリムの聖者や隠者とその墓、そしてそこに集まる神聖な鳥を意味していた。

## 分布
サハラ砂漠以南のアフリカ全域に生息。水辺でも内陸でも活動し、人間の居住地域近辺（とくにゴミ捨て場）でもふつうに見られる。

## 形態
大型の鳥類であり、体長（嘴の先から尾羽まで）は120cm-130cm、体高約120cm、体重は4.5kg-9kg、嘴は26.4cm-35cmと長く、翼開長は225cm-287cmに達する。雌は雄と比べて小柄である。
体の大きさの他にも、裸出した頭と頸、黒い背中に白い腹部という、見分けやすい特徴を有する。喉元にはピンク色の喉袋が垂れ下がっている。脚は元来黒から暗灰色だが、糞便が固着して白っぽく見える。これは熱の吸収を抑えて体温を維持するためと考えられる。
若い個体は羽毛が全体的に黒っぽく、頭や首にも若干羽毛が残る。嘴が伸びきるまでには2年ほどかかる。
コウノトリ科の他種と違い、Leptoptilos属の3種はサギのように頸を縮めて飛ぶ。

## 生態
コウノトリ科の他種と同様に、群れで行動し、繁殖期にはコロニーを形成する。地域差があるがおもに乾季（水場が干上がっていくにつれ餌が手に入りやすくなる）に樹上に木の枝で作った巣をかけ、通常2個から3個の卵を産む。親鳥は交代で卵を温め、29日から31日で孵化する。ひなは、生まれてから95日から115日の間、両親が巣の床に吐き戻して与える餌を食べて成長する。性成熟には4年以上かかり、寿命は25年以上である。飼育環境では41年を越えた記録がある。
これもまたコウノトリ科の他種と同様に鳴き声をあまりあげないが、クラッタリングによって求愛などのディスプレイを行う。同時に喉袋も使ってさまざまな音を立てる。

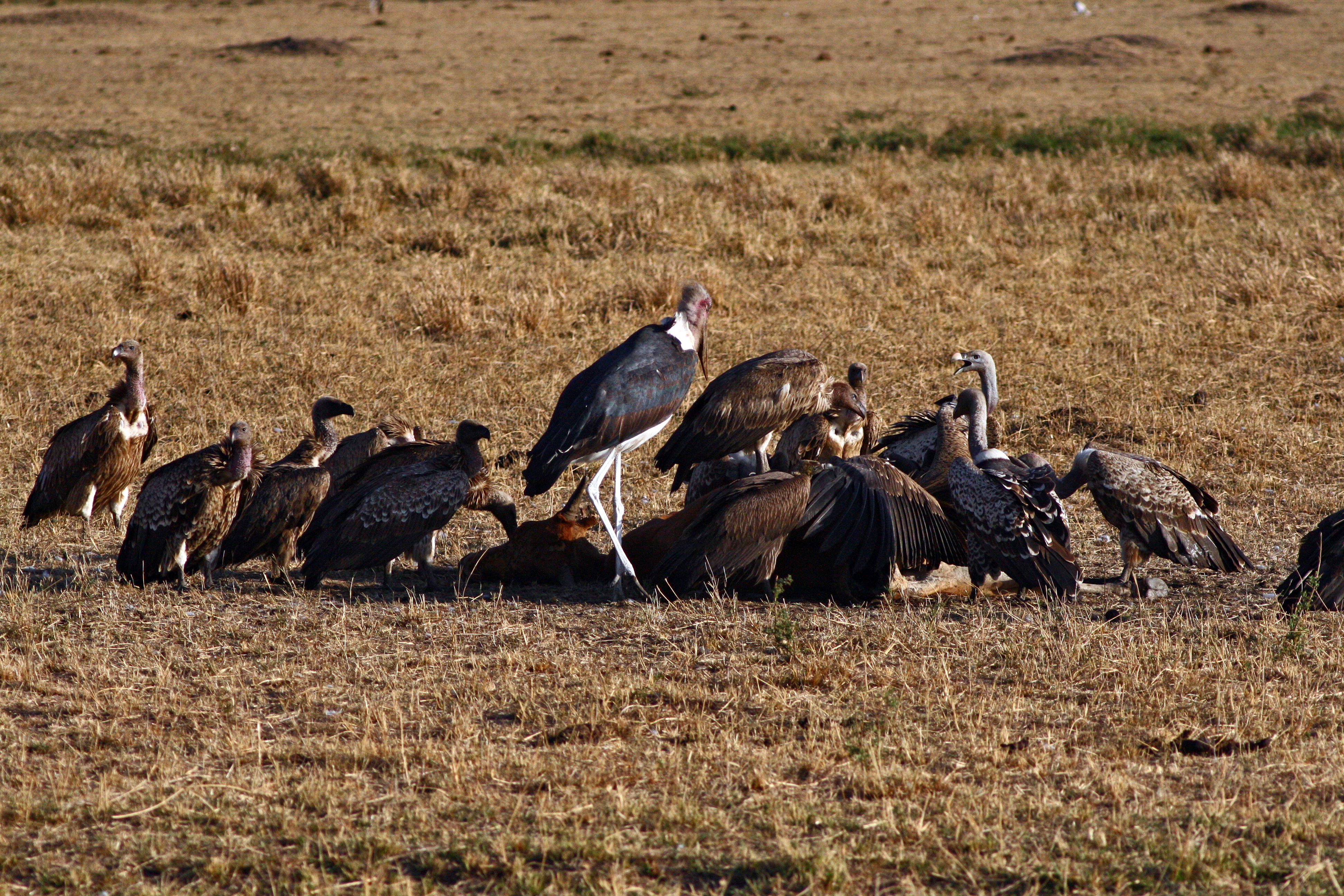
ハゲワシの群れに混じって死骸を漁るアフリカハゲコウ（マサイマラ国立保護区、ケニア）

アフリカハゲコウは頻繁に屍肉を漁るが、同様の食性を持つハゲワシと同じように、頭から頸にかけて裸出することでこれに適応している。仮に羽毛が生えていたとしたら、大型の動物の屍骸に首を突っ込んだりすると血液などの体液によってすぐに羽毛が固まってしまうだろうが、裸出していれば清潔に保ちやすい。屍骸を漁るときにはハゲワシと一緒になることがほとんどだが、鉤状の嘴先を持つハゲワシの方が屍肉を引き裂くには有利であるため、いったん屍骸から離れ、ハゲワシが肉を取りこぼしたところをさらったり、直接奪い取ったり、あるいは食事を終えるまで待ったりする。
屍骸の他、他の動物の食べ残し、糞便も食べる。また、魚、カエル、昆虫、小型の哺乳類やワニの幼生を捕食したり、その卵を食べることもある。ときには他の鳥を捕らえることもあり、獲物はコウヨウチョウの幼鳥、ハト、ペリカン、ウのひなはおろか、フラミンゴにまで及ぶ。繁殖期になると、親鳥は屍肉食を控え、ひなの生育に必要な生きた獲物を捕らえるようになる。ときには泥を落とすために餌を水で洗っている可能性がある。
近年では人間の居住地域に進出しており、ゴミ捨て場では多数のアフリカハゲコウが集まっているのが見られる。飲み込めるサイズのものを事実上なんでも食べようとするらしく、靴や金属片でさえ食べてしまう。餌を取り上げようとすると凶暴になることでも知られ、ごく珍しい事例ではあるものの、危害を加えた子供が死亡する事故も発生している。
野生の個体の体内からは複数の寄生虫が検出されている。Cheilospirura属線虫、Echinuria属線虫、Acuaria属線虫、楔形条虫 (Amoebotaenia sphenoides)、槍形アフリカ吸虫 (Dicrocoelium hospes) が確認されている。

## 人間による利用
白い羽毛は、古くは帽子の飾りに使われていた他、フィッシングルアーとしても利用される。ナイジェリアでは、この鳥を薬の原料とする民間療法がある。
人に馴れやすく、ペットとして飼育されている場合もある。また、世界各地の動物園で飼育されている。

## 関連作品
- アーヴィン・ウェルシュの小説『マラボゥストーク』